# Gårenevslottet
Der Gårenevet (norwegisch für Wellenbergschloss) ist ein 2590 m hoher Berg im ostantarktischen Königin-Maud-Land. In der Payergruppe der Hoelfjella ragt er westlich des Gårenevet auf.
Luftaufnahmen entstanden bei der Deutschen Antarktischen Expedition 1938/39 unter der Leitung des Polarforschers Alfred Ritscher. Norwegische Kartographen, die ihn auch benannten, kartierten ihn anhand von Vermessungen der Dritten Norwegischen Antarktisexpedition (1956–1960) sowie dabei zwischen 1958 und 1959 entstandenen Luftaufnahmen. Der Namensgeber der russischen Benennung ist nicht überliefert.